# Aldo Dezi
Aldo Dezi, född 26 juni 1939 i Castel Gandolfo, är en italiensk före detta kanotist.
Dezi blev olympisk silvermedaljör i C-2 1000 meter vid sommarspelen 1960 i Rom.